# Керстін Кільґас
Керстін Кільґас (нім. Kerstin Kielgass, 6 грудня 1969) — німецька плавчиня.
Призерка Олімпійських Ігор 1992, 1996, 2000 років.
Чемпіонка світу з водних видів спорту 1991, 1998 років, призерка 1994 року.
Чемпіонка Європи з водних видів спорту 1993, 1995, 1997, 1999 років.